# Kupferner Sonntag
Als Kupferner Sonntag wurde in Deutschland im Einzelhandel Anfang bis Mitte des 20. Jahrhunderts der drittletzte verkaufsoffene Sonntag vor Weihnachten bezeichnet.
Dieser galt insbesondere für die Warenhäuser nach dem Goldenen und dem Silbernen Sonntag als einer der umsatzstärksten Verkaufstage des Jahres, der den „Geschäften erfahrungsgemäß den größten Umsatz in der Weihnachtszeit bringt“. Aufgrund der in dieser Zeit üblichen Sechs-Tage-Arbeitswoche sowie beschränkten Ladenöffnungszeiten wurden die verkaufsoffenen Sonntage in der Adventszeit von vielen Menschen zum Kauf von Weihnachtsgeschenken genutzt.
Bis 1957, dem Jahr der Verabschiedung des „Gesetzes über den Ladenschluss“, entbrannte mehrere Jahre in Folge ein Streit über die Anzahl der verkaufsoffenen Sonntage im Jahr. 1955 wurde sogar ein „Verbotsgesetz gegen den Kupfernen Sonntag“ im Deutschen Bundestag verabschiedet, dem vom Bundesrat nicht zugestimmt wurde.
Mit dem bundesweit gültigen Ladenschlussgesetz wurden die uneinheitlichen kommunalen- und Länderregelungen zugunsten der Abschaffung des Kupfernen Sonntags einheitlich geregelt.